# Шведенко, Евгений Романович
Евгений Романович Шведенко (род. 10 июня 1990, Чехов, Сахалинская область) — российский боксёр-профессионал, выступающий во второй средней и в полутяжёлой весовых категориях. Мастер спорта России в любителях. Среди профессионалов бывший чемпион по версиям WBC International (2020—2021) и IBO Inter-Continental (2019—2020), чемпион Евразии по версии EPB (2019—2020), и чемпион России (2018—2021) во 2-м среднем весе.
Лучшая позиция по рейтингу BoxRec — 16-я (ноябрь 2021) и являлся 3-м среди российских боксёров суперсредней весовой категории, а по рейтингам основных международных боксёрских организаций занимал: 3-ю строчку рейтинга IBF и 22-ю строку рейтинга WBC, — входя в ТОП-25 лучших суперсредневесов всей планеты.

## Биография
Евгений Шведенко родился 10 июня 1990 года в Чехове (Сахалин), затем вместе с семьей переехал в поселок Берёзовка Красноярского края.

## Любительская карьера
Боксом начал заниматься с 2001 года. Выступая на любительском ринге, Шведенко неоднократно становился чемпионом Красноярского края, чемпионом Сибири, одерживал победы на международных любительских турнирах в Сербии и Финляндии, трижды боксировал на чемпионате России.

## Профессиональная карьера
13 ноября 2015 года состоялся дебют Шведенко на профессиональном ринге, его соперником стал российский боксер Николай Котельников (0-2). Поединок завершился победой Шведенко техническим нокаутом в 1-м раунде.
Затем Евгений провёл ещё семь рейтинговых поединков, после чего, 27 мая 2018 года, победил Сергея Шарапова (9-0) в бою за титул чемпиона России во втором среднем весе, который принадлежал Шарапову. 26 декабря 2018 года в своём 11-м поединке победил по очкам опытного украинского боксёра Романа Шкарупу (28-8-2).
27 апреля 2019 года единогласным решением судей победил известного французского боксёра Наджиба Мохаммеди (41-7) и завоевал вакантные титулы чемпиона по версии IBO Inter-Continental и чемпиона Евразии по версии EPB.
2 июля 2022 года в Эрдинге (Германия), в бою за статус обязательного претендента на титул чемпиона мира по версии IBF во 2-м среднем весе, единогласным решением судей (счёт: 110-118, 111-117 — дважды) уступил опытному кубинцу Уильяму Скаллу (18-0).
Бой с Ослейсом Иглесиасом
В июне 2024 года в Монреале (Канада) вышел против местного топ-проспекта из Ослейса Иглесиаса (11-0, 10 КО). Местный левша сразу же начал прощупывать защиту Шведенко. После пары донесённых боковых в конце раунда кубинец мощным правым хуком тяжело нокаутировал соперника до конвульсий на канвасе. Кубинец во второй раз защитил свой титул IBO World.
25 октября 2024 года в Москве провел бой в рамках «Бойцовского клуба РЕН ТВ» против Сергея Горохова (15-9-2, 10 КО) который вышел на коротком уведомлении. Первый раунд прошел в активной перестрелке где оба выбрасывали много ударов и хорошо двигались. Чуть точнее был Шведенко. Второй и третий раунд так же забрал Евгений который усилил давление, больше шёл вперед и давил, поэтому имел пару хороших эпизодов с попаданиями. В перерыве между 3 и 4 раунде Горохов отказался от продолжения боя. Результат был зафиксирован как технический нокаут 

## Статистика профессиональных боёв
В таблице перечислены результаты всех поединков боксёров.
В каждой строке указан результат поединка. Дополнительно номер поединка обозначен цветом, который обозначает итог поединка. Расшифровка обозначений и цветов представлена в нижеследующей таблице.
| Пример | Расшифровка                     |
| ------ | ------------------------------- |
|        | Победа                          |
|        | Ничья                           |
|        | Поражение                       |
|        | Планируемый поединок            |
|        | Поединок признан несостоявшимся |
| КО     | Нокаут                          |
| ТКО    | Технический нокаут              |
| PTS    | Решение судей (по очкам)        |
| UD     | Единогласное решение судей      |
| MD     | Решение большинства судей       |
| SD     | Раздельное решение судей        |
| RTD    | Отказ от продолжения боя        |
| DQ     | Дисквалификация                 |
| NC     | Поединок признан несостоявшимся |

| 17 поединков, 16 побед (7 нокаутом), 1 поражение. | 17 поединков, 16 побед (7 нокаутом), 1 поражение. | 17 поединков, 16 побед (7 нокаутом), 1 поражение. | 17 поединков, 16 побед (7 нокаутом), 1 поражение. | 17 поединков, 16 побед (7 нокаутом), 1 поражение.    | 17 поединков, 16 побед (7 нокаутом), 1 поражение. | 17 поединков, 16 побед (7 нокаутом), 1 поражение. |
| Бой                                               | Рекорд                                            | Дата боя                                          | Соперник                                          | Место проведения боя                                 | Раундов, время                                    | Дополнительно |
| ------------------------------------------------- | ------------------------------------------------- | ------------------------------------------------- | ------------------------------------------------- | ---------------------------------------------------- | ------------------------------------------------- | --- |
| 18                                                |                                                   | 8 сентября 2023                                   | Павел Силягин (13-0)                              | ДС «Трактор», Челябинск, Челябинская область, Россия | (10)                                              | |
| …                                                 |                                                   |                                                   |                                                   |                                                      |                                                   | |
| 16                                                | 15-1                                              | 2 июля 2022                                       | Уильям Скалл Йеро (18-0)                          | Stadtwerke Arena, Эрдинг, Бавария, Германия          | UD 12 (12)                                        | Счёт: 110-118, 111-117 (дважды). Бой за статус обязательного претендента на титул чемпиона мира по версии IBF во 2-м среднем весе.                    |
| 15                                                | 15-0                                              | 21 декабря 2020                                   | Артур Осипов (16-2-1)                             | Hotel Azimut, Санкт-Петербург, Россия                | UD 10 (10)                                        | Счёт: 100-90, 99-91 (дважды). Завоевал вакантный титул чемпиона по версии WBC International во 2-м среднем весе.                                      |
| 14                                                | 14-0                                              | 10 августа 2020                                   | Максим Смирнов (8-7-3)                            | Vegas City Hall, Красногорск, Россия                 | UD 8 (8)                                          | Счёт: 80-73, 79-73, 79-74. |
| 13                                                | 13-0                                              | 11 октября 2019                                   | Нуху Лаваль (27-5)                                | Palazzohalle, Карлсруэ, Баден-Вюртемберг, Германия   | UD 10 (10)                                        | Счёт: 99-91, 99-92, 97-93. Защитил титул чемпиона Евразии по версии EPB во 2-м среднем весе.                                                          |
| 12                                                | 12-0                                              | 27 апреля 2019                                    | Наджиб Мохаммеди (41-7)                           | Palazzohalle, Карлсруэ, Баден-Вюртемберг, Германия   | UD 10 (10)                                        | Счёт: 96-94, 97-93 (дважды). Завоевал вакантные титулы чемпиона по версии IBO Inter-Continental и чемпиона Евразии по версии EPB во 2-м среднем весе. |
| 11                                                | 11-0                                              | 26 декабря 2018                                   | Роман Шкарупа (28-8-2)                            | Bodensee Arena, Кройцлинген, Швейцария               | UD 10 (10)                                        | Счёт: 99-91, 98-92 (дважды). |
| 10                                                | 10-0                                              | 14 сентября 2018                                  | Сандро Джаджанидзе (9-12-1)                       | Palazzohalle, Карлсруэ, Баден-Вюртемберг, Германия   | TKO 5 (10), 2:38                                  | |
| 9                                                 | 9-0                                               | 27 мая 2018                                       | Сергей Шарапов (9-0)                              | Event-Hall, Солнечный, Россия                        | RTD 7 (10), 3:00                                  | Завоевал титул чемпиона России (1-я защита Шарапова) во 2-м среднем весе.                                                                             |
| 8                                                 | 8-0                                               | 10 марта 2018                                     | Руслан Щелев (14-8-1)                             | Palazzohalle, Карлсруэ, Баден-Вюртемберг, Германия   | UD 6 (6)                                          | Счёт: 60-54, 59-55, 59-56. |